# Бадия Полезине
Бадѝя Полѐзине (на италиански и на венециански: Badia Polesine) е град и община в Северна Италия, провинция Ровиго, регион Венето. Разположен е на 11 m надморска височина. Населението на общината е 10 878 души (към 2010 г.).